# Gaia (cantante)
Gaia Gozzi (Guastalla, 29 de septiembre de 1997), conocida simplemente como Gaia, es una cantautora italiana con ciudadanía brasileña.
Logró notoriedad luego de su victoria en la decimonovena edición del programa de talentos Amici di Maria De Filippi, lograda después de terminar segunda en la décima edición de X Factor.

## Biografía
Nacida en Guastalla en la provincia de Reggio Emilia de madre brasileña y padre italiano, creció en Viadana, en la provincia de Mantua. Además de la italiana, también tiene ciudadanía brasileña y habla portugués con fluidez.

### New Dawns
En 2016 participó como competidora en la décima edición del formato televisivo Factor X, integrándose al equipo Fedez y finalizando segunda. Así publica el EP New Dawns, que contiene el single del mismo nombre, certificado oro por el FIMI, así como numerosos remakes.

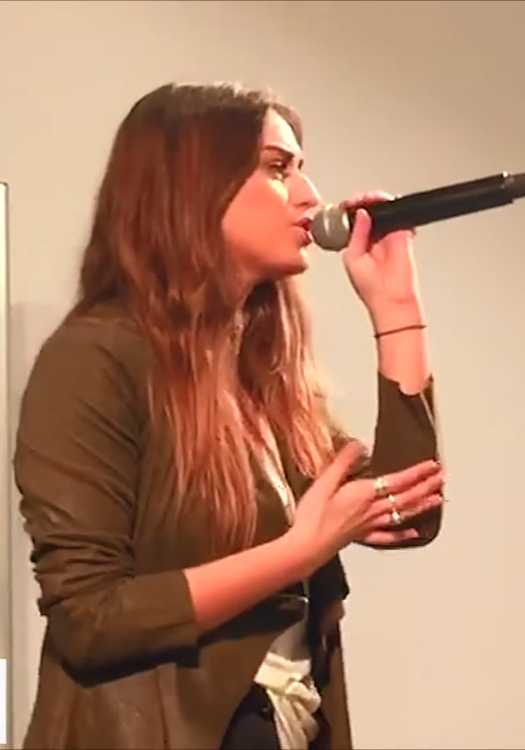
Gaia actuando en 2017.

En 2017 se convirtió en la voz del tema principal de la caricatura Miraculous junto a su colega Briga. En el mismo año abrió los conciertos de Giorgia en Oronero Tour y lanzó el sencillo Fotogramas.

### Génesis
En 2019 participó en los castings de la decimonovena edición del concurso de talentos Amici di Maria De Filippi. La cantante llega a escribir y componer varias canciones durante el programa, que posteriormente incluye en el álbum Génesis, lanzado el 20 de marzo de 2020 por Sony Music y debuta en la quinta posición en la lista de álbumes FIMI. El 3 de abril siguiente, la cantante ganó la edición de Amici, actuando durante el programa con las canciones Chega, Coco Chanel y Fucsia debutando en las semanas previas en las listas italianas, y también Calma (reinterpretación de Chega en italiano), Densa y Mina (reinterpretación portuguesa de Densa).
El 22 de mayo lanzó la reedición del álbum en formato físico, titulada Nuova Genesi, llevando el álbum a la tercera posición en la lista FIMI, apoyado por el sencillo Chega, que recibió la certificación de doble platino del mismo organismo. Poco después, el disco Nuova Genesi también obtuvo el disco de oro. También se anuncia la participación de la cantante en el spin-off Amici Speciali, presentado por Maria De Filippi. El 21 de agosto se lanzó el segundo sencillo del álbum Coco Chanel y obtuvo el disco de oro.

### Alma
El 17 de diciembre se anunció su participación en el Festival de Sanremo 2021 con la canción Cuore amaro, la primera del próximo segundo álbum. Tras quedar en el puesto diecinueve de la clasificación general del festival, colabora en el tema Luna, parte del disco del mismo nombre de la cantante Madame. En abril de 2021, aparece en la canción Mare che non sei del rapero Rkomi.
La revista Forbes Italia ha incluido al cantante entre los cinco italianos menores de 30 años que más impacto tendrán en el futuro en la categoría musical.
El 14 de mayo de 2021 se lanza su nuevo sencillo Boca en colaboración con Sean Paul, el segundo extracto del segundo disco. El 1 de julio siguiente inició su primera gira nacional InfineinTour.
El 1 de octubre de 2021 se lanzó el sencillo Nuvole di zanzare, un anticipo del nuevo álbum Alma. El segundo proyecto discográfico, que cuenta con la participación de Francesca Michielin, Gemitaiz, Margherita Vicario, Tedua, Selton y Sean Paul, se estrena el 29 de octubre de 2021 y debuta en el puesto 18 del ranking FIMI.

## Influencias musicales
Gaia cita a Nina Simone, Beyoncé, Lorde, Goldfrapp y Lykke Li entre sus influencias musicales internacionales. Entre los artistas italianos, la cantante dice estar inspirada en Giorgia, Emma y Elisa. Las obras de la cantante beben de la música latinoamericana, géneros urbanos y pop.

## Discografía

### Álbumes de estudio
- 2020 – Genesi
- 2021 – Alma
- 2025 – Rosa dei venti

### EP
- 2016 – New Dawns

### Sencillos

#### Como artista principal
- 2016 – New Dawns
- 2017 – Fotogramas
- 2020 – Chega
- 2020 – Coco Chanel
- 2020 – Nuove strade (con Ernia, Rkomi, Madame, Samurai Jay y Andry the Hitmaker)
- 2021 – Cuore amaro
- 2021 – Boca (con Sean Paul y Childsplay)
- 2021 – Nuvole di zanzare
- 2021 – What Christmas Means to Me
- 2022 – Salina
- 2023 – Estasi
- 2023 – Robot (con North of Loreto y Mecna)
- 2023 – Un sogno splende in me
- 2023 – Tokyo
- 2024 – Dea saffica
- 2024 – Sesso e samba (con Tony Effe)
- 2025 – Chiamo io chiami tu

#### Como artista invitada
- 2022 – Fé (con Stabber)
- 2024 – Fa strano (Lady Marmalade) (con BigMama, Sissi y La Niña)

### Colaboraciones
- 2020 – Non siamo niente (con Lowlow) en Dogma 93
- 2021 – Luna (con Madame) en Madame
- 2021 – Mare che non sei (con Rkomi) en Taxi Driver
- 2022 – Mosaici (con Sick Luke y Carl Brave) en X2
- 2022 – Così non va (con The Night Skinny, Madame, Rkomi, Elisa y Bnkr44) en Botox
- 2022 – Bastava la metà (con Ernia y Guè) en Io non ho paura
- 2023 – Morto d'amore (con Dylan) en Love is war
- 2023 – Non ti vado via (con Aiello) en Romantico
- 2023 – Lento lento lento (con VV) en Ami pensi sogni senti
- 2024 – Una (con Ditonellapiaga) en Flash
- 2024 – Non siamo più noi due (con Holden) en Joseph

## Giras
- 2021 – Finalmente in tour
- 2022-2023 – Alma tour
- 2023-2024 – Gaia Summer tour

## Programas de televisión
- X Factor 10 (Sky Uno, 2016) - concursante
- Amici di Maria De Filippi 19 (Canale 5, 2019-2020) - concursante
- Amici speciali 1 (Canale 5, 2020) - concursante
- Amici - Verso il serale (Canale 5, 2024) - co-conductora

## Participación en certámenes de canto
- Festival de San Remo (Rai 1)
  - 2021 – 19º puesto en la sección "Campeones" con Cuore amaro
  - 2025 – 26º puesto en la sección "Campeones" con Chiamo io chiami tu